# Carl Friedrich Glasenapp
Carl Friedrich Glasenapp (født 3. oktober 1847 i Riga, Russiske Kejserrige — 14. april 1915 samme sted) var en tyskbaltisk filolog.
Glasenapp var forfatter af den største og i mange henseender grundlæggende biografi af Richard Wagner, et værk, der oprindelig udgaves i 2 bind (1876—77), men senere med stor flid og omhu omarbejdedes og udvidedes og fremkom i 3. oplag under titlen Das Leben Richard Wagners in sechs Büchern dargestellt (1894—1911).
Glasenapp, der var docent i tysk sprog ved Polyteknikum i Riga, har også forfattet mindre arbejder vedrørende Wagners liv og værker samt et lille skrift om Siegfried Wagner.
1. ↑  Navnet er anført på engelsk og stammer fra Wikidata hvor navnet endnu ikke findes på dansk.